# Toyism

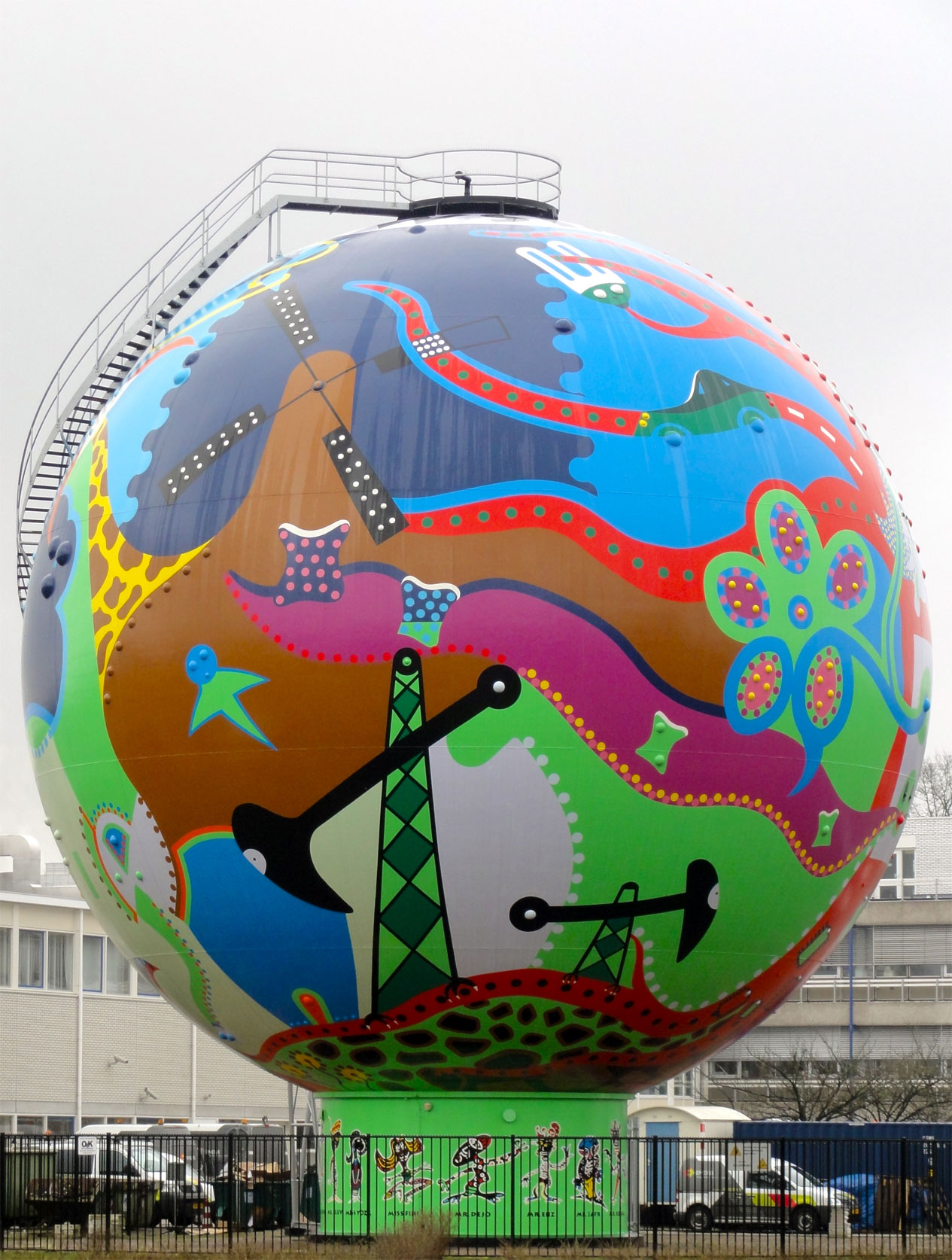
Punctul - Live with energy situat în Emmen, Olanda

Toyismul este un curent al artei contemporane apărut în anii 1990 în orașul Emmen (Olanda). Termenul - provenit din englezescul „toy” (jucărie) - descrie caracterul ludic al acestui curent și a filozofiei care îl guvernează. Sufixul „ism” este întâlnit des atât în sfera artei cât și a filozofiei sau religiei. Deși denumirea poate duce cu gândul către o zonă facilă toyismul este totuși o problemă serioasă, un curent articulat și consistent care aduce o lumină nouă asupra universului cotidian.

## Origini
Toyismul, ca și curent al artei, este o reacție la adresa individualismului postmodern ce străbate perioada anilor 1970-1990, o eră în care „totul este permis”. Pe data de 5 septembrie 1992 plasticianul și muzicianul Dejo (pseudonim) va pune bazele curentului toyist prin redactarea unui manifest intitulat Mama (Moeder).

## Istoric
Toyismul poate fi împărțit în două perioade distincte: anii 1990-2000 și perioada 2000 până în prezent. În prima perioadă majoritatea subiectelor abordate au fost pictate într-o manieră suprarealistă, incluzând o serie de simboluri (computer, navetă spațială, ursuleț de pluș) menite să reprezinte fiecare artist în parte. După ce triumviratul celor care formau grupul toyist se destramă fondatorul curentului, Dejo, va întreprinde o călătorie inițiatică în jurul lumii pentru a transforma toyismul într-o mișcare internațională. Începând din 2002 grupul toyist va crește exponențial și va primi artiști din toate țările (Africa de Sud, Malaezia, Statele Unite, România, Islanda, Peru, Australia, Canada, Belgia, Olanda).

## Filozofie
Filozofia toyistă spune că artiștii trebuie să funcționeze ca un colectiv. Niciun toyist nu poate fii mai important sau mai faimos decât celălalt. Rivalitățile sunt excluse. În esență toyismul pune pe primul plan arta și nu personalitatea artistului care o realizează. Artiștii toyisti lucrează fie individual, fie în proiecte colective. Creditul aparține grupului și nu individului.

## Manifestul
Toyiștii se ghidează după un manifest secret intitulat Mama. Manifestul conține o serie de principii care se traduc în picturi, sculpturi, serigrafie, orfevrerie sau sticlărie. Manifestul este cunoscut doar de către membrii curentului; lucrările sunt considerate „copii” ai Mamei în conlucrare cu artistul, care este văzut ca un părinte. Acest părinte poate fi bărbat sau femeie sau chiar un grup de „părinți” în conlucrare cu Mama. Părinții își păstrează anonimatul deoarece artiștii toyiști lucrează sub pseudonim, ascunzându-și identitatea față de public. Fiecare „părinte” preia caracteristicile Mamei și creează împreună cu aceasta opera de artă, considerată un „copil” al Mamei.

## Pseudonim
Fiecare toyist care se alătură grupului își alege un pseudonim începând cu o literă a alfabetului. Litera trebuie să fie vacantă, aceasta însemnând că nu pot exista decât 26 de toyiști. Fiecare toyist își alege un avatar care să îl reprezinte și care va deveni un fel de chip al său. Toyiștii nu își ascund doar identitatea ci și chipurile, purtând întotdeauna măști în fața camerelor de filmat.
În prezent grupul este compus din următorii membri: 
- Dejo (Olanda)
- Fihi (Olanda)
- Gihili (Olanda)
- Hribso (România)
- Jaf’R (Olanda)
- Aniyina (Germania)
- Eiiz (Malaezia)
- Lodieteb (Australia)
- Mwano (Africa de Sud)
- Nooiya (Olanda)
- Qooimee (Islanda)
- Roq (Olanda)
- Srylyn (Olanda)
- Toescat (Tailanda)
- Zigowst (Statele Unite).

## Caracteristici
- figurativ
- narativ
- virtuozitate
- subiecte contemporane
- aspect ludic la prima vedere însă cu substrat serios

## Proiecte

### Jocurile Minții
Din 2004 conceptul prezintă caracteristici interesante: doi artiști se „duelează” dând naștere unei compoziții. Conceptul are ca model jocuri ca X și 0, șah sau „patru-în-rând” (și alte jocuri asemănătoare). De regulă opera constă în piese separate care pot fi unite diferit, compunând astfel stadiul unui joc.

### Proiectul „Punctul” (De Stip)
În iulie 2009 toyistii realizează primul proiect monumental: decorarea unui container de gaz de formă sferică, cu o înălțime de 22 de metri și o anvergură de 1250 de metri pătrați situat în orașul Emmen din Olanda. Toyiștii au transformat această structură industrială într-o operă de artă intitulată De Stip-Punctul (olandeză). Transformarea a durat 9 luni, însemnând peste 6000 de ore de lucru. Opera spune povestea energiei în relația cu noi și mediul înconjurător (Living with Energy).

### Ka-ul toyist
La fel ca și vechii egipteni toyiștii au un Ka al lor: e vorba de un automobil Ford Ka transformat într-o operă de artă toyistă și ulterior vândut în cadrul unei licitații.

### Parada Elefantului 2010
Parada Elefantului a avut loc în Emmen cu ocazia împlinirii a 75 de ani de existență a Grădinii Zoologice cu care acest oraș se mândrește. Toyiștii vor crea E-Lefantul (Energie-Lefantul), o extensie a proiectului Living with Energy. Sculptura pictată este prevăzută cu mici panouri solare localizate în urechi care alimentează o serie de leduri colorate.

### Hotelul Ten Cate
În 2012 toyiștii încep transformarea totală a hotelului Ten Cate din Emmen într-o operă de artă. Vernisajul hotelului a avut loc pe 6 mai 2012. Fațada a fost decorată cu o pictură monumentală intitulată Dreams for Breakfest. De asemenea au fost pictate și o serie de camere. În luna octombrie a aceluiași an au fost pictate șase camere și încă șase urmează să fie decorate. Camerele au trecut printr-o transformare totală - mobilier, podele, draperii etc. - pentru a potrivi cu pictura. Fiecare cameră are o temă anume: „Savana – Visul leului”, „Cinema – Charlie Chaplin cântând la pian”, „Bal mascat – De-a v-ați ascunselea”, „Underwaterworld – Secretele oceanului”.
Camera „Arca de Aur” (The Golden Ark) trasează un arc peste timp adunând pe o corabie vikingă operele unor pictori și sculptori importanți ca Vincent Van Gogh, Pablo Picasso, Salvador Dali, Edvard Munch, Piet Mondrian sau Marcel Duchamp. Printre acestea se află și Domnișoara Pogany, opera sculptorului român Constantin Brâncuși.

Uppspretta, proiect toyist situat în Keflavik, Islanda

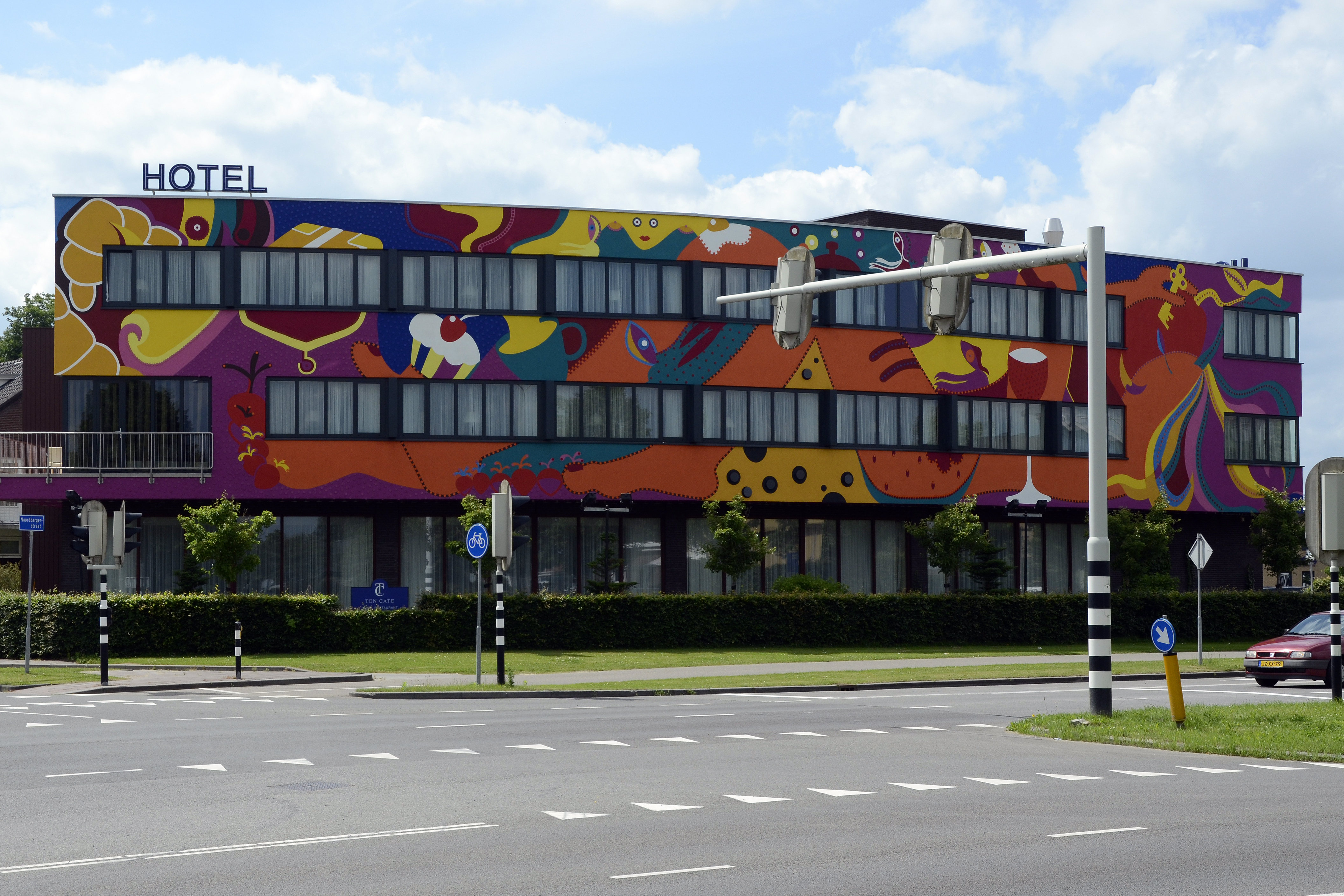
Hotel Ten Cate

### Uppspretta
O altă structură industrială, aflată de data ceasta în orașul Keflavík din Islanda, a devenit o operă de artă prin intervenția toyiștilor. Rezervorul dezafectat de apă deapănă legenda Uppsprettei. Proiectul a fost realizat în vara anului 2013, pe o vreme potrivnică și ploioasă de către 11 toyiști. Rezervorul - a cărui transformare a durat șase săptămâni - reprezintă primul proiect internațional al grupului.

## Reprezentanță
Toyiștii sunt reprezentați de către Studioul Toyist cu sediul în Groningen, Olanda. 

### Citate
- „Până acum fiecare artist a jucat un rol major în propria sa operă de artă. Acum compoziția devine un punct de start pentru toată lumea, în așa fel încât creația a doi artiști poate fi contopită într-o operă unitară folosind un anumit set de reguli.”[4]
- „Ceea ce găsesc cel mai interesant este sensul contemporan al toyismului. Trăim într-o epocă individualistă cu puternice caracteristici egocentrice. Toyiștii se prezintă ca grup. Exact acest lucru îi distinge de restul.”[5]
- „Stabilește-ți cadrul. Determină-ți terenul de joc. Dezvoltă-ți reguli clare(...) În ciuda a ceea ce se crede în mod obișnuit regulile stricte nu interferează cu plăcerea procesului creativ. Trasarea regulilor jocului, cunoașterea limitelor, manevrarea creativă a restricțiilor în încercarea de a-ți depăși limitele sunt lucruri care îi caracterizează pe toyiști. De fapt ar putea fi singurele lucruri care îi caracterizează pe toyiști.”[6]